# Елізе Аун
Еліза Аун (ест. Elise Rosalie Aun, справжнє ім'я Еліза Рауп, 15 червня 1863, Валґ'ярве —  2 червня 1932, Таллінн) — естонська поетеса та письменниця, одна з найвидатніших жінок-письменниць кінця ХХ століття, представниця естонської постромантичної поезії.

## Життєпис
Народилася в парафії Валґ'ярве. Дитинство провела в невеликій садибі Улітіна, яку орендували її батьки в Сетомаа (культурно відомий регіон на південний захід від озера Пійп, розділений Естонією та Росією). Зважаючи на відсутність шкіл у цьому районі, вона спочатку отримувала дещо нестабільне приватне навчання; пізніше, у 1882 році, закінчила Рапшинську парафіяльну школу для дівчат у селі Локута поблизу Вайпсу. 
Не зумівши знайти стабільну роботу, Рауп у 1890-х брала участь у численних робочих місцях, деякий час жила в будинку свого брата в селі Вітіквере, потім у Ризі, Кронштадті, Валзі та Пярну. Також працювала в редакції журналу Linda у Вільянді. У 1902 р. стала менеджеркою відділення Агентства християнської популярної літератури в Таллінні. 
В 1903 р. одружилася. Жила з родиною у Сімбірську (Росія) та Валзі, де працював чоловік. У 1911 році переїхала назад до Таллінна, де померла в 1932 році.

## Творчість
Перші вірші Елізи Аун з'явилися в пресі в 1885 році під псевдонімом «Естонська дівчина з землі Сето». З 1880-х — 1890-х рр. близько 200 її віршів друкувались у газетах і журналах, які регулярно публікували поезію в той час. Її перша колекція Kibuvitsa õied («Шипшина шипшини») вийшла в 1888 році, незабаром вийшлий «Лісова птаха» та «Лісові квіти» (1890). Перші три книги були особливо добре сприйняті і до 1890 року Оун була широко відома як поетка. Проте після одруження вона практично перестала писати вірші.
Тема поезії Елізи Аун залишається в характерних межах естонського постромантизму, включаючи природу, дім, любов та інші особисті почуття, думки і сцени з життя, а також релігійні теми та ювілеї. Поступово Еліза Аун зіткнулася з думкою, що їй може довестися витримати бездомність, життя в дорозі або за кордоном. Фольклорна Кодута («Бездомні»: «Nagu pääsu, päevalindu, / olen kulla koduta» // «Як у ластівка, птахи дня / В мене немає солодкого дому») — одна з найвідоміших поем Аун. Неминучість домінує у багатьох її віршах, даючи деяке уявлення про боротьбу молодої жінки, яка прагне до незалежності і суперечить навколишнім обставинам та забобонам. Вона захоплює настрій точними образами, у простому та розміреному, а не орнаментованому вигляді. Виділяючись типово постромантичною манерою змалювання, її традиційна віршована форма є витонченою та відносно різноманітною.

## Твори
- Kibuvitsa õied («Квіти собачої троянди», Тарту: Laakmann 1888)
- Лайн Ліннук («Маленька птах джунглів», Тарту: К. А. Герман, 1889)
- Metsalilled («Лісові квіти», Тарту: К. А. Герман, 1890)
- Kibuvitsa õied II («Квіти собачої троянди II», Тарту: Laakmann 1895)
- Kibuvitsa õied III («Квіти собачої троянди III», Тарту: 1901)
- Armastuse võit («Перемога любові», Pärnu: Dreimann 1896 — переклади)
- Viisakad kombed («Пристойні манери», Pärnu: Dreimann 1896 — переклади)
- Tosin jutukesi (« Десятка історій», Jurjev: K. Sööt 1898)
- Kasuline Köögi ja Söögi raamat («Корисна книга про кухні та їдальні», Weissenstein: 1900).